# Estadio Feliciano Gambarte
Das Estadio Feliciano Gambarte (deutsch Feliciano-Gambarte-Stadion) ist ein Fußballstadion in der Calle Gobernador General Juan Ramón Balcarce 477 der argentinischen Stadt Mendoza. Es ist nach dem WM-Stadion Estadio Malvinas Argentinas das größte und modernste Stadion Mendozas.
Das Estadio Feliciano Gambarte wurde 1960 gebaut und 1994 grundlegend renoviert. Das Stadion fasst 21.000 Zuschauer und befindet sich zentral im Viertel Godoy Cruz in Mendoza. Neben Fußballspielen vom dort ansässigen Fußballverein CD Godoy Cruz wird das Stadion auch für Konzerte oder andere Veranstaltungen genutzt.
Von den Fans des CD Godoy Cruz wird das Stadion auch la Bodega (dt. der Weinkeller) genannt, weil der Namensgeber des Vereins ein berühmter und reicher Weinbauer war.